# ダヴィデ・カラブリア
ダヴィデ・カラブリア（イタリア語: Davide Calabria、1996年12月6日 - ）は、イタリア・ロンバルディア州ブレシア出身のサッカー選手。パナシナイコスFC所属。イタリア代表。ポジションはDF（RSB）。

## 経歴

### クラブ
ACミランのユースに在籍したのち、2015年5月30日のアタランタBC戦の84分にマッティア・デ・シリオと交代でセリエA初出場。この試合はアウェーであったが1-3で勝利した。スターティングメンバーとなったのは9月22日のウディネーゼ・カルチョ戦で49分間の出場となった。この試合も3-2で勝利している。当初は不安定なプレーも目立ち、出場機会は限られていたが、2019-20シーズン途中にステファノ・ピオリが監督に就任してからは出場機会を増やす。2020-21シーズンはプレー面で大きな改善が見られ、リーグを代表する選手となったこと、ポジションを争うアンドレア・コンティが怪我で離脱したことなどから右SBの絶対的なレギュラーとなる。2021-22シーズンもASローマより加入したアレッサンドロ・フロレンツィにポジションを譲らず、引き続きレギュラーとして出場しチームの11季ぶりの優勝に貢献。2022-23シーズンより前シーズン限りで退団したアレッシオ・ロマニョーリの後任として主将に就任した。なお、生え抜きとしてデビューから他クラブへの移籍を経験せずに主将となったのは、クラブのレジェンドであるパオロ・マルディーニ以来である。2022年10月1日リーグ第8節エンポリ戦にて前半39分、右大腿のハムストリングの近位筋腱損傷による負傷交代で2022年内は終了。2023年1月4日リーグ第16節サレルニターナ戦にスタメン復帰した。しかし2024-25シーズンは、怪我やエメルソン・ロイヤルの加入もあって大幅に出場機会を減らした。
2025年2月3日、ボローニャFCへ期限付き移籍することが発表された。2025年6月30日、ボローニャFCへのローン移籍期間終了により退団、およびACミランとの契約満了により自由契約となり、フリーエージェントの身となった。
2025年8月17日、パナシナイコスFCへフリーエージェントとして加入した。

### 代表
2015年10月13日に行われたアイルランドU-21代表戦でU-21代表初出場を果たした。
2020年11月7日にイタリア代表の初招集を受けると、同月11日にアルテミオ・フランキで行われたエストニアとの親善試合で後半35分から交代出場し、代表デビューを果たした。

### エピソード
- 2021年2月、ACミランがスクデットを獲得した場合、友人らに牡蠣をごちそうする約束をしていることを明かした[8]。

## 個人成績
2025年5月30日
| クラブ            | シーズン     | リーグ | リーグ | カップ | カップ | 国際大会 | 国際大会 | その他 | その他 | 期間通算 | 期間通算 |
| クラブ            | シーズン     | 出場   | 得点   | 出場   | 得点   | 出場     | 得点     | 出場   | 得点   | 出場     | 得点     |
| ----------------- | ------------ | ------ | ------ | ------ | ------ | -------- | -------- | ------ | ------ | -------- | -------- |
| ACミラン          | 2014-15      | 1      | 0      | 0      | 0      | -        | -        | -      | -      | 1        | 0        |
| ACミラン          | 2015-16      | 6      | 0      | 2      | 0      | -        | -        | -      | -      | 8        | 0        |
| ACミラン          | 2016-17      | 12     | 0      | 1      | 0      | -        | -        | -      | -      | 13       | 0        |
| ACミラン          | 2017-18      | 21     | 1      | 4      | 0      | 5        | 0        | -      | -      | 30       | 1        |
| ACミラン          | 2018–19      | 26     | 1      | 2      | 0      | 4        | 0        | 1      | 0      | 33       | 1        |
| ACミラン          | 2019-20      | 25     | 1      | 2      | 0      | -        | -        | -      | -      | 27       | 1        |
| ACミラン          | 2020-21      | 32     | 2      | 1      | 0      | 6        | 0        | -      | -      | 38       | 2        |
| ACミラン          | 2021-22      | 26     | 2      | 3      | 0      | 4        | 0        | -      | -      | 33       | 2        |
| ACミラン          | 2022-23      | 25     | 1      | 2      | 0      | 6        | 0        | -      | -      | 33       | 1        |
| ACミラン          | 2023-24      | 29     | 1      | 2      | 0      | 10       | 0        | -      | -      | 41       | 1        |
| ACミラン          | 2024-25      | 7      | 0      | 2      | 1      | 5        | 0        | -      | -      | 14       | 1        |
| クラブ通算        | クラブ通算   | 210    | 9      | 21     | 1      | 40       | 0        | 1      | 0      | 271      | 10       |
| ボローニャ (loan) | 2024-25      | 11     | 0      | 4      | 0      | -        | -        | -      | -      | 15       | 0        |
| キャリア通算      | キャリア通算 | 221    | 9      | 25     | 1      | 40       | 0        | 1      | 0      | 286      | 10       |

## タイトル

### クラブ
ACミラン
- スーペルコッパ・イタリアーナ 2016,2024
- セリエA 2021-22

ボローニャFC
- コッパ・イタリア 2024-25

## 代表歴

### 出場大会
- U-21イタリア代表
  - 2017年 - UEFA U-21欧州選手権